# Paya Linteung
Paya Linteung is een bestuurslaag in het regentschap Pidie van de provincie Atjeh, Indonesië. Paya Linteung telt 231 inwoners (volkstelling 2010).